# Delia gracilibacilla
Delia gracilibacilla este o specie de muște din genul Delia, familia Anthomyiidae, descrisă de Chen în anul 1982. Conform Catalogue of Life specia Delia gracilibacilla nu are subspecii cunoscute.